# Lise & Gertrud

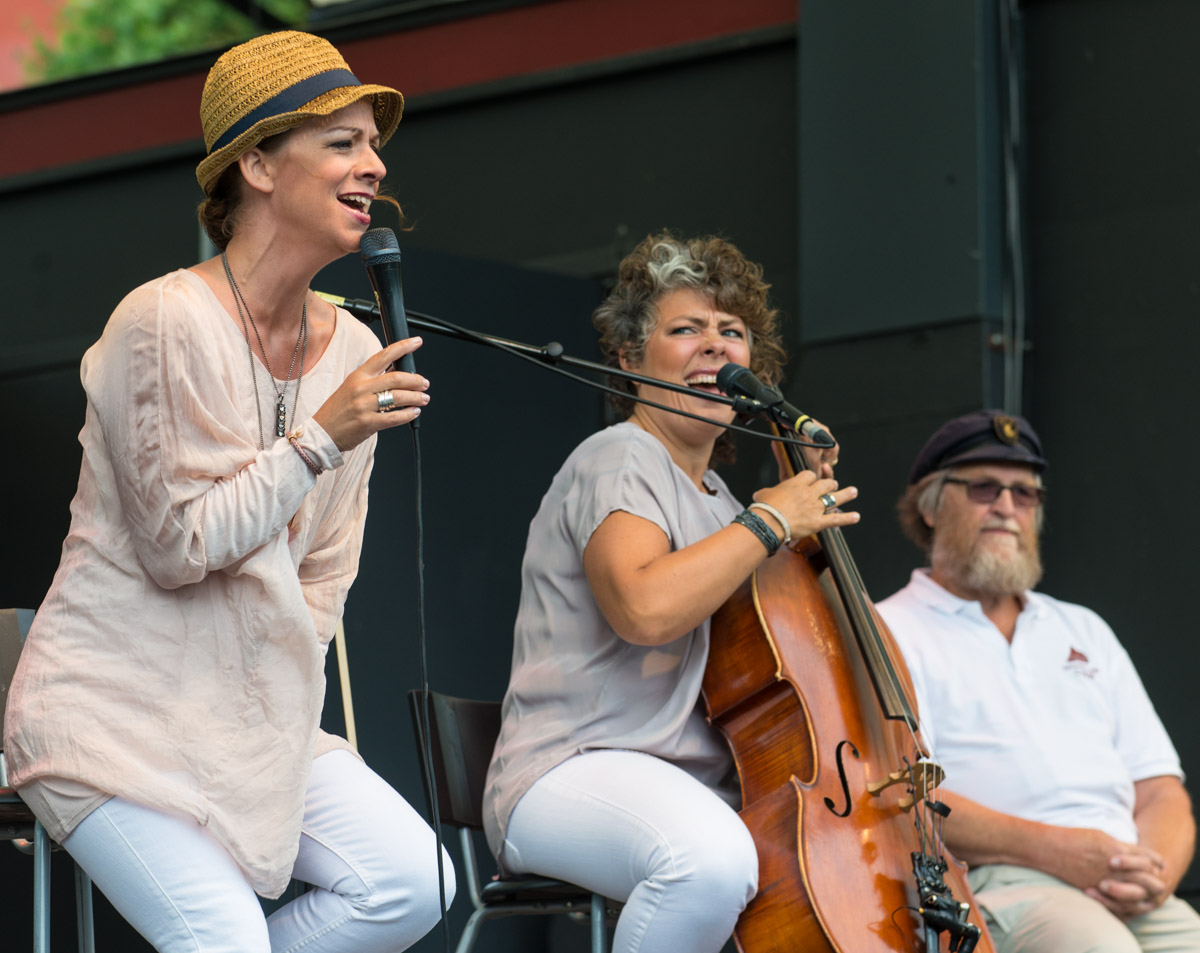
Lise & Gertrud underhåller i i Kungsträdgården i Stockholm 2015.

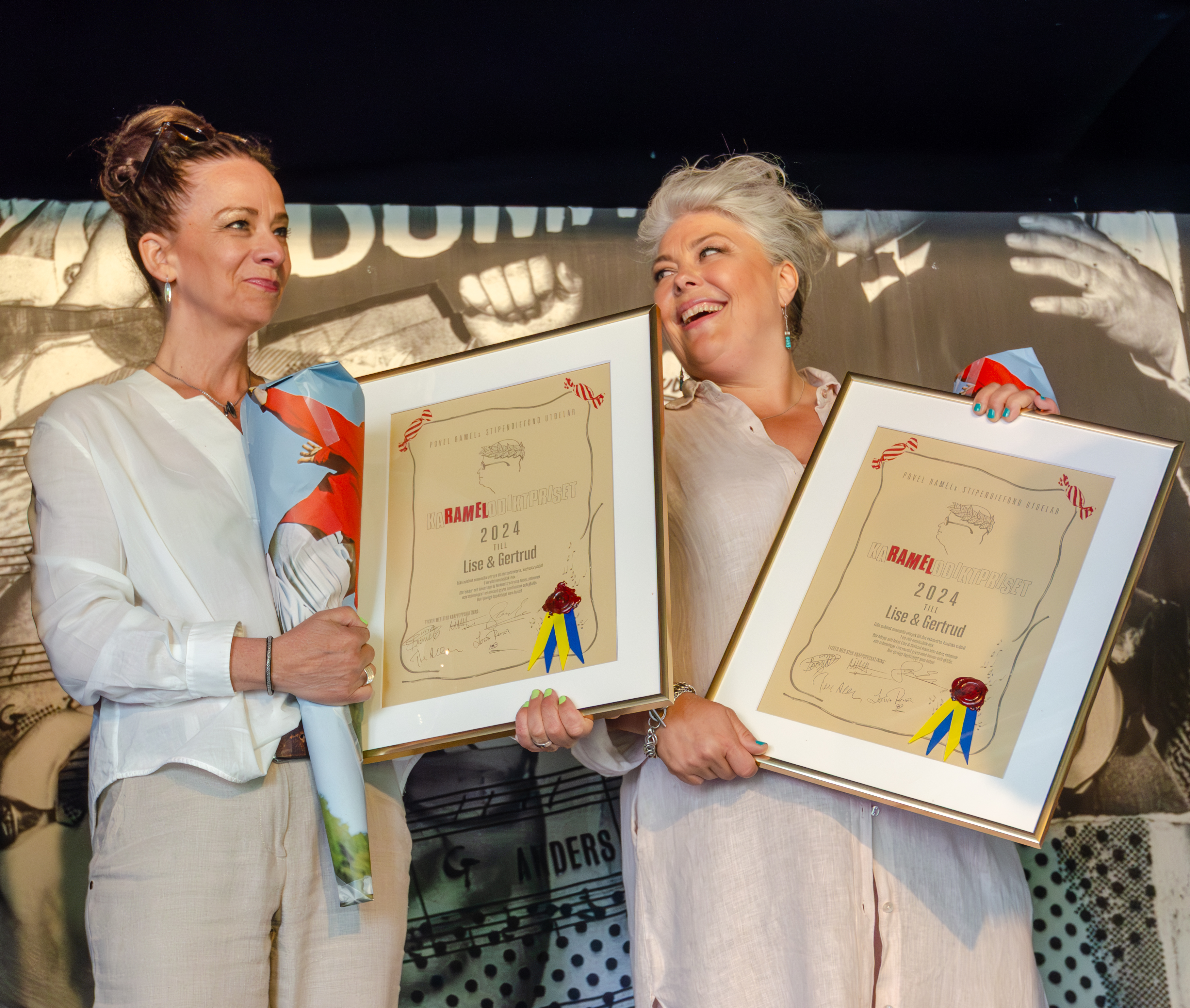
Lise & Gertrud får Karamelodiktstipendiet 2024 vid en utdelning i Lasse i Parken i Stockholm.

Lise & Gertrud är en svensk artistduo bildad i Stockholm 1999. Duon består av Liselotte "Lise" Hummel, sång och piano, och Gertrud Stenung, sång och cello. 
Repertoaren består av covers av artister som The Beatles, David Bowie, Cornelis Vreeswijk, Dolly Parton, U2 och många fler. De framför också text och musik av Ulla-Carin Nyquist och har samarbetat med Gävle symfoniorkester.
2024 fick paret Karamelodiktstipendiet för sin gärning "från sublimt sensuella uttryck till det extroverta, kaotiska vrålet".

## Shower
- 2013–2015 – Kiss your darlings Intiman
- 2012 – Lise & Gertruds julshower på Orionteatern
- 2009–2011 – Liv är att ta sig ut Södra Teatern, Scalateatern, Riksteatern
- 2006 – Lise & Gertrud live på Vasateatern
- 2003–2004 – En smäll till för Riksteatern
- 2001–2002 – Lise & Gertrud live på Nalen
- 2000–nu - En musikshow! Sverigeturné, Mosebacke

## TV (i urval)
- 2014 – Allsång på Skansen
- 2003 – Så ska det låta
- 2001 – Allsång på Skansen

## Diskografi
- 2014 – Lyckan kommer från ett annat land
- 2011 – Liv är att ta sig ut
- 2011 – Frid i Jul med Lise&Gertrud
- 2007 – Live in Stockholm
- 2003 – En smäll till (singel)

## Övriga framträdanden (i urval)
- 2014 – World Aids Day Galan
- 2005 – Orphei Drängars årliga caprice